# 利耶尔
利耶尔（法語：Lières，法語發音：[ljɛʁ]）是法国上法蘭西大區加来海峡省的一个市镇，属于贝蒂讷区。

## 地理
利耶尔（50°33'13"N, 2°25'6"E）面积3.24 平方千米，位于法国上法蘭西大區加来海峡省，该省份为法国北部沿海省份，西北濒北海，南至索姆省，东临北部省。
与利耶尔接壤的市镇（或旧市镇、城区）包括：莱斯佩斯、阿姆、欧希欧布瓦、利莱尔、圣伊莱尔-科特。
利耶尔的时区为UTC+01:00、UTC+02:00（夏令时）。

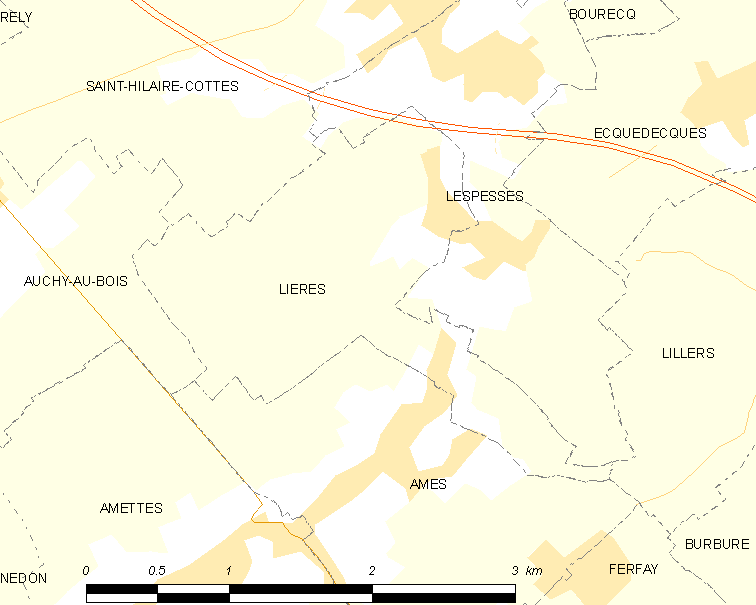
利耶尔的OSM定位图

## 行政
利耶尔的邮政编码为62190，INSEE市镇编码为62508。

## 政治
利耶尔所属的省级选区为利莱尔县。

## 人口

1962-2008年间利耶尔人口变化图示

利耶尔于2022年1月1日时的人口数量为340人。